# Abadèche rose
Espèce
L'Abadèche rose (Genypterus blacodes) ou abadèche rosée est comme plusieurs autres abadèches un poisson de la famille des Ophidiidae. C'est un poisson comestible.
L’abadèche rose est pêchée le long des côtes de l’Argentine, de la Nouvelle-Zélande, de l’Afrique du Sud, du Chili et de l’Australie.
Inconnu en France, c'est un poisson couramment cuisiné en Espagne en friture, sous le nom de rosada.